# Hermann Voges
Hermann Voges (* 14. November 1880 in Wolfenbüttel; † 27. November 1940 in Wolfenbüttel) war ein deutscher Historiker und Archivar. Er war von 1924 bis 1938 Direktor des Landeshauptarchivs Wolfenbüttel.

## Leben und Werk
Der Sohn des Lehrers und Heimatforschers Theodor Voges besuchte die Große Schule in Wolfenbüttel. Er studierte Geschichte, Historische Hilfswissenschaften und Germanistik in Heidelberg und Göttingen. In Göttingen zählten die Historiker Otto Krauske und Max Lehmann zu seinen Lehrern. Voges wurde 1903 mit der militärwissenschaftlichen Arbeit Beiträge zur Geschichte des Feldzuges von 1715 gegen Karl XII. von Schweden zum Dr. phil. promoviert. Er bestand 1904 die Staatsprüfung, wechselte in den Schuldienst und wurde 1908 Oberlehrer am Progymnasium in Bad Harzburg. Im Jahre 1909 trat er am Landeshauptarchiv Wolfenbüttel die neu eingerichtete Stelle des zweiten wissenschaftlichen Beamten an. Er wurde 1910 in die neu gegründete niedersächsische Historische Kommission berufen. Von 1914 bis 1918 nahm Voges, seit 1917 als Hauptmann, am Ersten Weltkrieg teil.
Voges wurde 1924 Archivdirektor als Nachfolger Paul Zimmermanns. Im selben Jahr wurde er Vorsitzender des Braunschweigischen Geschichtsvereins. Während des Direktorats seines Vorgängers Zimmermann waren die Archivbestände in Wolfenbüttel stark angewachsen. Voges’ Tätigkeit war daher durch einen ständigen Mangel an Magazinfläche und Personal geprägt. Unter den Nationalsozialisten war er Vorwürfen aus den Reihen seiner Mitarbeiter ausgesetzt, er hege Vorbehalte gegen das Ariertum und betreibe den Schutz eines Juden. In langwierigen Untersuchungen wurde er rehabilitiert, war jedoch bei Ministerpräsident Dietrich Klagges in Ungnade gefallen und gesundheitlich stark beeinträchtigt, so dass er im Herbst 1938 seine Pensionierung beantragte. Im selben Jahr musste er den Vorsitz des Braunschweigischen Geschichtsvereins abgeben.
Im Vordergrund seiner wissenschaftlichen Tätigkeit steht die Militärgeschichte des 17. und 18. Jahrhunderts, häufig in Verbindung mit topographischen Untersuchungen.
Voges war seit 1908 verheiratet mit Käthe Brandes, Tochter des Wolfenbütteler Altphilologen Wilhelm Brandes. Der Ehe entstammen ein Sohn und zwei Töchter.

## Schriften (Auswahl)
- Die Schlacht bei Lutter am Barenberge am 27. August 1626. S. Hirzel, Leipzig 1922, OCLC 162476724.
- Die Belagerung von Stralsund im Jahre 1715. L. Saunier, Stettin 1922, OCLC 250301483, urn:nbn:de:gbv:9-g-5333613.
- Inhaltsverzeichnis zu den Veröffentlichungen des Geschichtsvereins für das Herzogtum Braunschweig und des Braunschweigischen Geschichtsvereins von 1895 bis 1938. Selbstverlag des Braunschweigischen Geschichtsvereins, Wolfenbüttel 1938, OCLC 42783181.